# Микеланђелова Битка лапита и кентаура
Битка лапита и кентаура (или Битка кентаура како је такође позната на основу писања Вазарија и Кондивија, Микеланђелових првих биографа), као и Богородица са степеница је Микеланђелово рано дјело, високи мермерни рељеф који је створио док је проводио вријеме у вајарској радионици врта палате Лоренца Величанственог. Рељеф никада није напуштао Фиренцу. Мада се умјетник једном двоумио да га прода Федерику Гонзаги, војводи Мантове, на крају је остао у власништву породице Буонароти. У њему је засигурно изражен напредан развој младог умјетника, са изузетним владањем анатомских детаља и драматичног израза људских фигура. Можда га је умјетник израдио за самог Лоренца (Гонзагин изасланик који је преговарао његову куповину је изјавио да је рељеф израђен „на молбу великог војводе”). По Микеланђеловом пријатељу и биографу Кондивију, дјело је „завршено” нешто прије Лоренцове смрти. Међутим, рељеф ни у ком случају није био завршен у било ком смислу.
Митолошка легенда о трагичној свадбеној прослави лапита – на којој су њихови гости кентаури, опијени алкохолом вина, покушајући да отму жене лапита, укључујући младу, проузроковали битку свим расположивим оружјима и оруђима – је забиљежена у више извора. Један од главних је Овидијева Метаморфоза, позната до детаља ученим круговима у којима се Микеланђело кретао. Чак и да није могао да чита Овидијев оригинал на латинском, постојао је најмање један превод на италијански. Кондиви и Вазари, који и поред њиховог блиског пријатељства с Микеланђелом често гријеше у интерпретацијама, су сматрали да је на рељефу представљена друга митолошка легенда, наиме, Битка Херкула и Неса за Дејениру, али је то мало вјероватно пошто Микеланђелова приказ на рељефу не одговара тој причи. Скоро сигурно је композиција инспирисана Овидијевом нарацијом, коју је младом Микеланђелу највјероватније сугерисао пјесник и хуманиста Анђело Полицијано.
Оно што је, међутим, карактеристично јесте то што је Микеланђело одабрао тек неколико елемената из Овидијеве детаљне приче, и ниједну од фигура се не може са сигурношћу распознати. Штавише, мада су фигуре највећим дијелом укључене у силовиту борбу и патњу, и многе машу штаповима и потежу камење, ниједан од страшних детаља у којима се Овидије рекреира на страницама своје књиге, овдје није представљен. У том смислу, Микеланђело већ у овом свом раном дјелу исказује свој хуманизам. Овидијева публика би можда више уживала у поломљеним лобањама, ископаним очима и расутим мозговима у тој бескрајној нарацији, као што је уживала у убијању животиња у гладијаторској арени. Али, Микеланђело, током читаве своје умјетничке каријере није никада у својим дјелима приказивао такве ствари. У његовом рељефу ниједно оружје не дотиче своју жртву, као што ни на таваници Сикстинске капеле Давидов мач не дотиче Голијата, а у Страшном суду такође није приказан ниједан сувисли детаљ. За Микеланђела, чак и у ово рано доба, физичке повреде које један човјек начини другоме, су много мање битне од духовне патње оних на чијим тијелима нема видљивих повреда.
У Микеланђеловом рељефу, једино што се може видјети од Овидијеве легенде, јесте група углавном мушким фигура у заносу борбе – а тек за једну се са сигурношћу може рећи да је женска. Најзанимљивије од свега јесу сами кентаури, који су фасцинирали Микеланђелове савременике, Ботичелија и Пјера ди Козима, овдје толико очовјечени да је тешко распознати њихов коњски дио. Од приближно двадесет фигура приказаних на рељефу, тек за три се може рећи да су кентаури и то не без потешкоћа. Ове наказе као и сама окрутност, наизглед нису нимало занимали умјетника.
Оно што је Микеланђело извео у овом рељефу јесте да изрази борбу воље против воље у облику физичке интеракције. Фигуре које се међусобно опиру, савијају, рву и чупају косе једна другој су мање сугестивне за класичне изворе и класичне приказе борбе, него за оне средњовјековне виђене у дјелима у којима је приказан Страшни суд. У ствари, фигура која се држи за главу у доњем лијевом дијелу рељефа, подсјећа на једног од проклетих у Страшном суду из тринаестог вијека, дјело Николе и Ђованија Пизана за проповједаоницу катедрале у Сијени.
У рељефу онако како га је замислио Микеланђело нема мјеста за приказ окружења и детаља које је у својој причи описао Овидије. Нема ни пећине у којој се прослава одвијала, пошто је вајар изравнао позадину у којој би је се могло приказати. Ова трагична битка, поједностављена и лишена случајности, рељефу даје још већу универзалност, пошто је постављена у безвременску арену. Преко велтера испреплетених фигура, у првом плану један лапит и један кентаур гледају један на другога у трагичном и вјечитом непријатељству.